# واقعي
المحتوى الواقعي أو غير الخيالي وأحيانا اللاخيالي يصطلح على المحتوى (أحيانا على هيكل القصة) الذي يتحمل صاحبه المسؤولية عن صحة الأحداث والشخصيات والمعلومات وحقيقتها، ويفعل ذلك بحسن النية. وأما القصة التي صاحبها يترك مسألة ما إذا كانت لها علاقة بالواقع وطبيعة تلك العلاقة إن وجدت، عرضةً للتأويل ويفعل ذلك صريحا فهي تعتبر في غالب الأحيان قصة من الخيال. ويعتبر العمل غير الخيالي، وقد يقدم إما بطريقة موضوعية أو ذاتية، قسما من القسمين التقليديين للروايات (وخصوصا النثر)، والقسم التقليدي المقابل هو العمل الخيالي الذي يتناقض مع العمل غير الخيالي حيث أنه ينطوي على معلومات وأحداث وشخصيات من المتوقع أنها خيالية إما جزئيا أو كليا.
وقد يكون ما يفترضه العمل غير الخيالي من حقائق وأوصاف صائبا أم غير صائب كما أن العمل الخيالي قد يقدم شهادة صادقة أم كاذبة على الموضوع قيد النظر، إلا أن صاحب الشهادة هذه حقا يصدق بأنها صحيحة أو يزعم ذلك حين تأليفها أو على الأقل يطرحها على أنها واقعية تاريخيا أو تجريبيا إلى جمهور مقتنع. ولا يمثل تقديم معتقدات الآخرين في صيغة غير خيالية تأييدا لصحة تلك المعتقدات، فيقول فقط إن لدى ناس تلك المعتقدات (لمواضيع مثل الميثولوجيا). ويمكن كذلك تأليف العمل غير الخيالي عن العمل الخيالي، واسمه النقد الأدبي، لتقديم معلومات عن هذه الأعمال وتحليلات لها. ولا يشترط أن يتكون العمل غير الخيالي من النص المكتوب، بما أن الصور والأفلام قد تقدمان شهادة حقيقية على موضوع ما.

## استثناء
عامة، تعتبر الأساليب الأدبية العديدة المستخدمة في الأدب الخيالي غير مناسبة للاستخدام في الأعمال غير الخيالية. هي تظل موجودة، وخصوصا في الأعمال القديمة، إلا أنها مكتومة كي لا تحجب المعلومات في العمل. البساطة والوضوح والصراحة من أهم الأغراض في إنتاج الأعمال غير الخيالية. ورغم حقيقة اللاخيال فكثيرا ما يجب إقناع القارئ بأن يتفق مع الأفكار فلا بد من تقديم خطاب حيادي وسليم ومستنير.

## أنواع معينة
- نشر أكاديمي
- نشر أكاديمي
- روزنامة
- ترجمة ذاتية
- كتابة سيرة
- طبعة زرقاء
- تقرير كتاب
- عمل غير خيالي إبداعي
- وصف تصميم برمجيات
- رسم توضيحي
- يوميات
- قاموس
- تلفزيون تعليمي (e.g. وثائقي تلفزيوني)
- موسوعة
- مقالة
- دليل المستخدم
- دليل مرجعي
- تاريخ
- مجلة
- صحافة
- رسالة مكتوبة
- نقد أدبي
- مذكرات
- تاريخ طبيعي
- أفلام غير خيالية (أي وثائقيات)
- فلسفة
- صورة فوتوغرافية
- أدبيات علمية
- مساعدة الذات
- كتاب علمي
- مقالة علمية
- نظام أساسي
- كتابة فنية
- كتاب مدرسي
- مكنز
- إلهيات
- سفر